# Ivan Martynovich Bryukhovetsky
Iván Martýnovich Bryujovetsky nació en 1623, en Briujóvychi.
En diciembre de 1659, fue elegido Koshovýi Otaman de la Sich de Zaporiyia. En 1663, derrotó a Yakim Somkó en la Rada Negra para convertirse en Hetman de Ucrania de la Margen Izquierda. Fue casado con la hija del Príncipe Dmitri Alekséievich Dolgorúkov. Uno de los iniciadores de la creación de los Artículos de Moscú de 1665, según los cuales todas las ciudades y tierras de la Rusia Menor fueron declaradas posesión directa del Zarato moscovita. En 1668, traicionó al Zar Aleijo I al empezar el Levantamiento de la Margen Izquierda. Fue destrozado por una multitud de cosacos que querían ver a Petró Doroshenko como Hetman.

## Biografía

### Primeros años
Recibió su educación en el Colegio Jesuita de Leópolis. En 1648, durante el asedio de Leópolis por las tropas de Bogdán Jmelnitski y Tugay Bey, fue capturado por los tártaros y luego rescatado por Bogdán, convertido a la fe ortodoxa y renombrado como: Iván Martýnovich Bryujovetsky. Su apellido proviene del nombre de la antigua finca de su padre: Briujóvychi.
Em 1648, tenía aproximadamente 25 años. Comenzó su servicio en el ejército de Zaporiyia, como dzhura (ayudante) de alto rango bajo el mando del Hetman Bogdán Jmelnitski. En el registro de 1649, fue mencionado entre los "Martynets" del Hetman.
Después de la muerte de Bogdán, Bryujovetsky fue el tutor de Yuri Jmelnitski y, entre 1657 y 1659, estudió con él en la Academia Kiev-Mohyla (Academia Teológica) y vivió con él en la misma casa.

### Al servicio de Yuri Jmelnitski
En 1659, llegó a la Sich de Zaporiyia en nombre de Yuri Jmelnitski para convencer a la Sich de que elija a Yuri Jmelnitski como Hetman. Bryujovetsky rápidamente alcanzó popularidad entre los cosacos comunes y corrientes, incluso oponiéndose a los ancianos ricos y buscando amplios derechos para los cosacos pobres. Esto permitió a Bryujovetsky fundar su propio Kuren en Sich de Zaporiyia, donde fue elegido otaman. En diciembre de 1659, los cosacos lo eligieron por unanimidad como Koshovýi Otaman de la Sich de Zaporiyia.
En 1660, cuando Jmelnitski reunió a sus tropas para unirse a las de Vasili Borísovich Sheremétev (Campaña de Sheremétev), fue nombrado Gobernador de Chiguirín. Después de la derrota de Jmelnitski en la batalla de Slobodische, lo que lo llevó a alinearse con la República de las Dos Naciones, Bryujovetsky huyó de Chiguirín hacia Lójvitsia donde estaba el Príncipe Borís Efímovich Myshetsky, desde donde se dirigió a Moscú.

### Hetman de Ucrania de la Margen Izquierda
En enero de 1663, volvió al Hetman del Sich de Zaporiyia. 
En junio de 1663, fue elegido Hetman de Ucrania de la Margen Izquierda, en la Rada Negra que tuvo lugar cerca de la ciudad de Nizhyn. Sus oponentes: Yakym Somkó de Pereyáslav y Vasili Zolotarenko de Nizhyn, junto con sus partidarios más cercanos, fueron acusados de traición y ejecutados por un tribunal militar.
En el otoño de 1663, participó del asedio y el incendio de Kremenchuk, junto con el destacamento de Kirill Ósipovich Jlópov.
En 1664, recibió el título de boyardo en Moscú y se casó con la Princesa Daria Iskánskaya por participación:
1. en la Defensa de Hlújiv de las tropas polaco-tártaras, entre 22 de enero y 9 de febrero de 1664; y
2. en la Batalla de Pirogov (Raión de Shostka), el 11 de febrero (21 de febrero) de 1664, una victoria sobre el ejército polaco durante su retirada de la campaña del Rey Juan II Casimiro contra Ucrania de la Margen Izquierda.

En 1665, como contrapartida, Bryujovetsky firmó los "Artículos de Moscú", que limitaron significativamente la autonomía del Hetmanato Cosaco, diante del Zarato moscovita. Además, según estos artículos el número de tropas zaristas en las ciudades del Hetmanato Cosaco aumentó por lo que la población tuvo que pagar más impuestos al tesoro de Zar para mantener las guarniciones.

### Levantamiento de la Margen Izquierda
La firma del Tratado de Andrúsovo, el 30 de enero de 1667, que consolidó la división del Hetmanato Cosaco entre una Ucrania de la Margen Izquierda y una otra de la Margen Derecha, aumentó el descontento entre los líderes cosacos, que deseaban un Hetmanato Cosaco reunificado.
Petró Doroshenko, entonces el Hetman de Ucrania de la Margen Derecha, se opuso al Tratado de Andrúsovo, con el apoyo del Kanato de Crimea, lo que provocó el estallido de la Guerra polaco-cosaco-tártara (1666-1671). Según algunos informes, Doroshenko invitó a Bryujovetsky a rebelarse, prometiendo cederle el poder y convertirlo en el Hetman de ambas orillas del Dniéper. 
En enero de 1668, Bryujovetsky convocó un Consejo de Ancianos Cosacos de la Margen Izquierda en Haidach, en el que: anunció la ruptura de relaciones con Moscú y envió embajadas a Estambul, Crimea y Doroshenko, soñando con la integridad del Hetmanato bajo la protección otomano-crimea.
Bryujovetsky también invitó a los cosacos de la Ucrania Libre y a los Cosacos del Don liderados por Steñka Razin a rebelarse.
En febrero, los cosacos, liderados por Bryujovetsky, iniciaron el asedio de Cherníhiv, que estaba defendida por la guarnición del dirigida por Andréi Vasílievich Tolstói. Pidiendo ayuda a la caballería de Crimea, los cosacos de la margen izquierda atacaron Glújov, Nóvgorod-Síverski, Starodub y otras ciudades de la margen izquierda. Además, los rebeldes consiguieron destruir las pocas guarniciones rusas en Haidach, Lubní, Mýrhorod, Sosnitsa, Baturin, Starodub, Pryluky y Nóvgorod-Síverski.
En la Ucrania Libre, el levantamiento fue apoyado por Iván Sirkó, entonces el coronel cosaco de Járkiv. A mediados de marzo, las tropas rusas habían sido expulsadas de gran parte de la margen izquierda, permaneciendo sólo en: Kiev, Nizhyn, Cherníhiv, Pereyáslav y Oster (Chernígov) (Raión de Chernígov). Sin embargo, Iván Sirkó no logró tomar Járkiv.

### Muerte
A pesar de los éxitos del levantamiento, la autoridad de Bryujovetsky se mantuvo en un nivel bajo. A sus espaldas, el anciano cosaco invitó a Petró Doroshenko a la margen izquierda.
En la primavera de 1668, Doroshenko exigió que Bryujovetsky renunciara a la maza y le jurara lealtad. El engañado Bryujovetsky intentó llegar a un acuerdo con el sultán y aceptar la protección de Turquía. El sultán estuvo de acuerdo y en Haidach Bryujovetsky juró lealtad a Turquía.
En ese momento, Doroshenko se pronunció contra Bryujovetsky. El 7 de junio de 1668, Doroshenko y Bryujovetsky se encontraron en el campo Serbov, cerca de Dikanka. Un destacamento dirigido por el centurión de Brátslav capturó Bryujovetsky con la ayuda de traidores, a pesar de la resistencia de la guardia personal de Bryujovetsky. 
Doroshenko ordenó encadenar a Bryujovetsky a un cañón mientras se llevaba a cabo su juicio, pero al mismo tiempo supuestamente hizo "accidentalmente" un movimiento con la mano. La multitud tomó este cartel como una sentencia de muerte, atacó a Bryujovetsky y lo mató a golpes. El cadáver terriblemente mutilado fue llevado a Haidach y allí enterrado con todos los honores de Hetman. Las cenizas del Hetman fueron enterradas nuevamente en la Iglesia de la Asunción en el pueblo de Lyutenka (la tumba del coronel Mijaíl Andréievich Borohóvich).
Entonces, Doroshenko fue declarado Hetman de ambas orillas del Dniéper.